# Бібов
Бібов (нім. Bibow) — громада в Німеччині, розташована в землі Мекленбург-Передня Померанія. Входить до складу району Північно-Західний Мекленбург. Складова частина об'єднання громад Нойклостер-Варін.
Площа — 23,12 км2. Населення становить 376 ос. (станом на 31 грудня 2020).

## Галерея

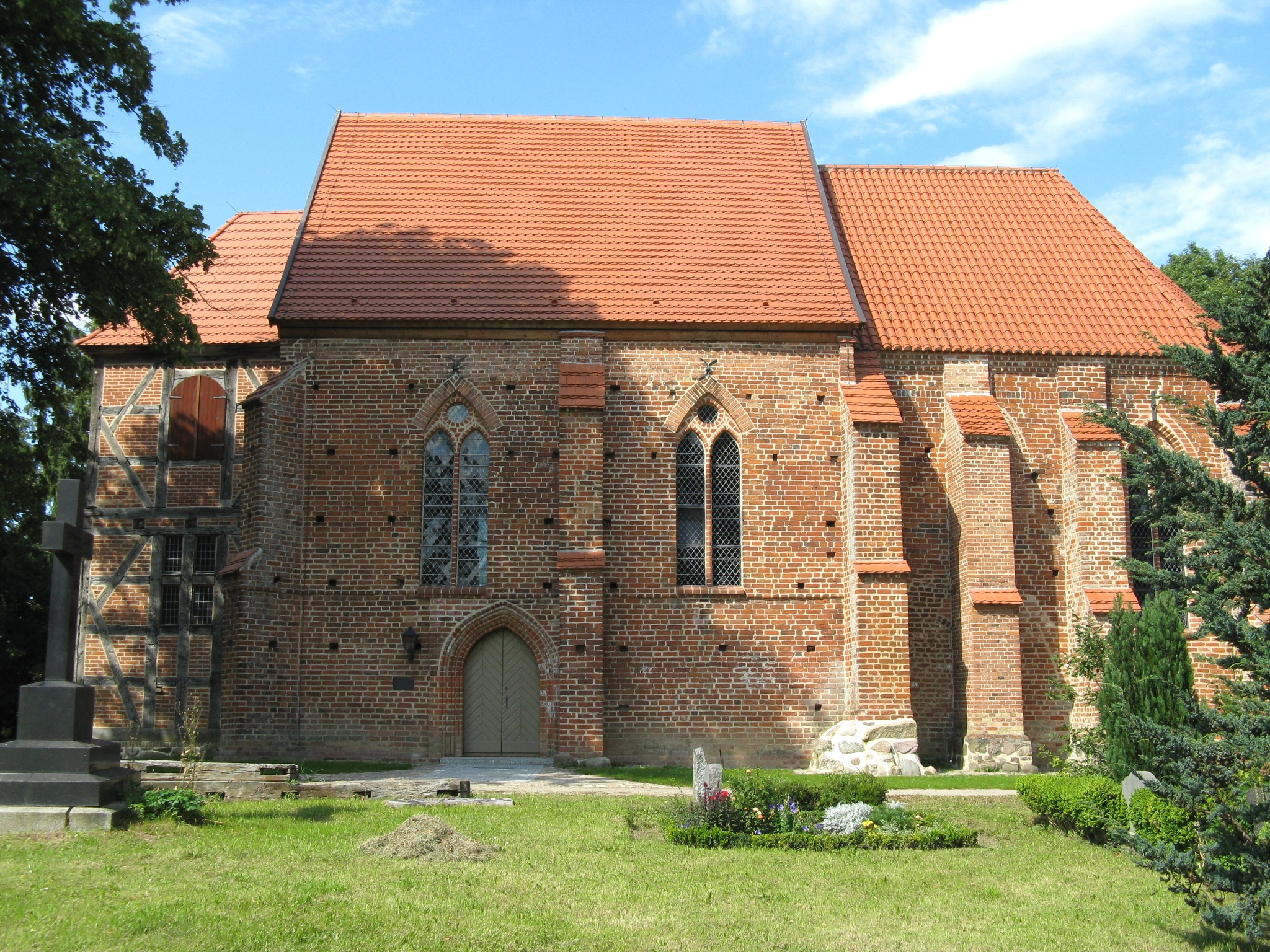
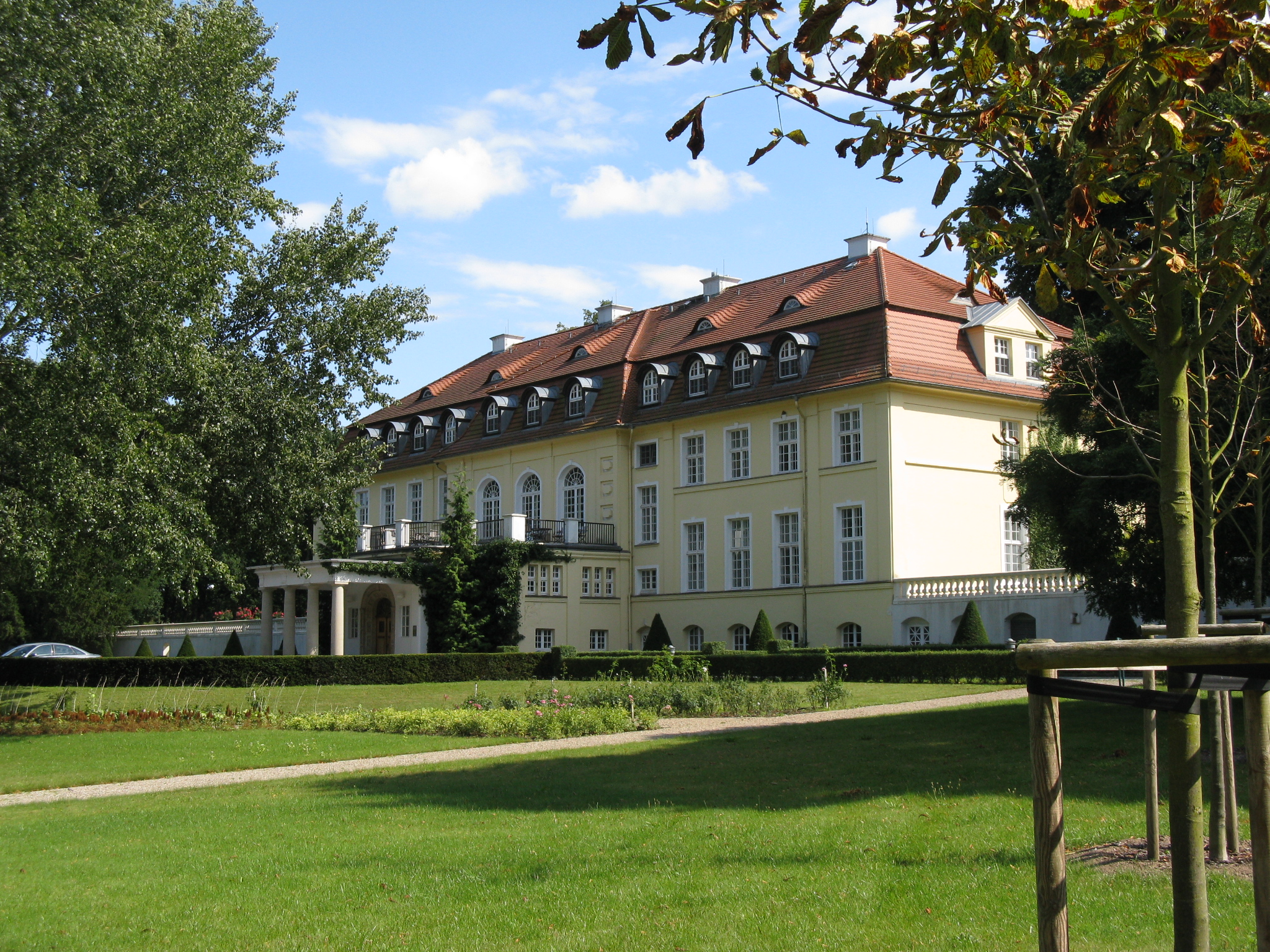